# 6319 Beregovoj
A 6319 Beregovoj (ideiglenes jelöléssel 1990 WJ3) a Naprendszer kisbolygóövében található aszteroida. Eric Walter Elst fedezte fel 1990. november 19-én.